# 1937 en Palestine mandataire
Chronologie de la Palestine
- 1933
- 1934
- 1935
- 1936
- 1937
- 1938
- 1939
- 1940
- 1941

Cette page concerne les évènements survenus en 1937 en Palestine mandataire :

## Évènements
- Grande révolte arabe de 1936-1939 en Palestine mandataire
- 7 juillet : La commission Peel publie un rapport qui recommande la fin du mandat pour la Palestine et sa partition en deux États distincts, arabe et juif.
- 26 septembre : Le commissaire de district britannique pour la Galilée, Lewis Yelland Andrews (en), est assassiné à Nazareth par une bande d'Arabes armés[1],[2]. Son assassinat est considéré comme l'apogée de la grande révolte arabe en Palestine. Le meurtre d'Andrews amène la Grande-Bretagne à réagir en interdisant le Haut Comité arabe.
- 1er octobre : À la suite de l'assassinat du commissaire de district britannique pour la Galilée, les autorités britanniques interdisent toutes les organisations politiques nationalistes arabes et arrêtent les membres du Haut Comité arabe. Quatre d'entre eux sont déportés aux Seychelles. Mohammed Amin al-Husseini, grand mufti de Jérusalem, et Jamal al-Husseini échappent à l'arrestation et quittent le pays.
- 14 novembre : Dimanche noir (en), série d'attaques terroriste par les sionistes de l'Irgoun contre des Palestiniens.

## Création - Fermeture
- Fondation de kibboutzim et moshavim : Sdé-Nahum, Masada (en), Ginosar, Shaar-Hagolan, Beit Yosef (en), Mishmar Hashlosha, Kfar Shemaryahu, Tirat-Zvi, B'nai B'rith, Ein HaShofet (en), Ein Gev, Tzur Moshe (en), Kfar Szold (en) et Usha.

## Sport
- Ligue de la Palestine (1937) (en) (football)
- Coupe de la Palestine (1937) (en) (football)
- Saison 1936-1937 de football en Palestine mandataire (en)
- Saison 1937-1938 de football en Palestine mandataire (en)

## Naissances
- 5 janvier : Dan Tichon, homme politique israélien.
- 20 janvier : Haim Hazan (en), basketteur israélien (mort en 1994).
- 11 février : Eliezer Waldman (en), homme politique et rabbin israélien (mort en 2021).
- 24 février : Shimon Elituv (en), rabbin israélien.
- 23 février : Raffi Lavie (en), artiste et critique d'art et de musique israélien (mort en 2007).